# Мария Тереза Савойская (1803—1879)
Мари́я Тере́за Ферна́нда Фелицита́с Гаэта́на Пи́я Саво́йская (итал. Maria Teresa Fernanda Felicitas Gaetana Pia di Savoia; 19 сентября 1803, Рим, Папская область — 16 июля 1879, Сан-Мартино-ин-Виньяле, Итальянское королевство) — принцесса Савойского дома, дочь сардинского короля Виктора Эммануила I, жена пармского герцога Карла II. Дама ордена Королевы Марии Луизы.

## Биография

### Детство и юность
Мария Тереза Савойская родилась в палаццо Колонна в Риме 19 сентября 1803 года. Она была дочерью Виктора Эммануила I, короля Сардинии от Марии Терезы Австрийской. Вместе с ней родилась сестра-близнец, Мария Анна Савойская, будущая императрица Австрии. Обе принцессы были крещены римским папой Пием VII. Крёстными родителями девочек стали дедушка и бабушка по линии матери, эрцгерцог Фердинанд Австрийский и Мария Беатриче Моденская, герцогиня Массы и Каррары.
За пять лет до её рождения владения Савойского дома на континенте были аннексированы Францией и монаршая семья была вынуждена отправиться в изгнание сначала во Флоренцию, затем в Рим. Когда в 1806 году армия Франции вторглась в Папскую область, они перебрались на Сардинию. В королевском дворце в Кальяри прошло детство Марии Терезы Савойской. Она получила хорошее домашнее образование под руководством гувернантки Джованны Баттисты Терци. Воспитывалась в духе католического благочестия. Пережив тяжёлое заболевание, думала постричься в монахини, но не решилась.
В 1815 году, после возвращения Савойской династии владений на континенте по итогам Венского конгресса, вместе с матерью и сёстрами покинула Кальяри и прибыла в порт Генуи, откуда приехала в Турин, где их уже ждал отец.

### Герцогиня
В 1819 году Мария Тереза Савойская была обручена с Карлом Людовиком Бурбон-Пармским. 15 августа 1820 года в Турине на вилле Реале был заключён брак по доверенности. Жениха представлял Карл Феликс Савойский, герцог Генуи. Вскоре Мария Тереза Савойская выехала во Виареджо, где её встретил муж, и 7 сентября 1820 года они прибыли ко двору его матери, герцогини Лукки.
Брак был династическим. Супруги не имели общих интересов. Мария Тереза Савойская была религиозной женщиной, светским членом Ордена покаяния святого Доминика. Карл Людовик Бурбон-Пармский, красавец со взбалмошным характером, молитвам предпочитал развлечения и путешествия. Большую часть супружеской жизни они прожили вдалеке друг от друга. В их браке родились дочь и сын, но выжил только сын, дочь умерла в младенчестве. После смерти авторитарной свекрови 13 марта 1824 года Карл Людовик Бурбон-Пармский стал герцогом Лукки под именем Карла I, и она получила титул герцогини Лукки.
Испытания в личной жизни, бесконечные путешествия вместе с мужем по городам Европы расшатали нервную систему Марии Терезы Савойской. С 1833 года она перестала сопровождать супруга в его поездках и поселилась на вилле в Пьяноре. Карл Людовик Бурбон-Пармский отправил их сына получать образование в Германию и Австрию. Симпатизировавший протестантизму, он не желал воспитывать сына в духе католического благочестия. В 1838 году герцогиня переехала на виллу в Сан-Мартино-ин-Виньяле. В сентябре 1847 года из-за революционных волнений она переехала сначала в Массу, затем в Геную, где её встретил двоюродный брат Карл Альберт Савойский, новый король Сардинии.
17 декабря 1847 года после смерти жены Наполеона I, бывшей императрицы Мария Луизы Австрийской, в соответствии с решением Венского конгресса, Карл I обменял герцогство Лукку на герцогство Пармы и Пьяченцы и стал сувереном последнего под именем Карла II, а Мария Тереза Савойская получила титул герцогини Пармы и Пьяченцы.
Во время революции 1848 года, когда её муж был вынужден принять условия временного правительства, она переехала к родственникам в Турин. После восстановления власти Карла II в 1849 году переехала сначала в Массу, затем в Лукку и, наконец, снова поселилась на вилле в Пьяноре. В марте 1849 года Карло II отрекся от трона в пользу сына Карла Фердинанда, ставшего новым герцогом Пармы и Пьяченцы под именем Карла III. С этого времени Мария Тереза Савойская носила титул графини Виллафранка.

### Последние годы
Мария Тереза Савойская жила на вилле во Виареджо до трагической смерти сына. В 1854 году Карл III был убит карбонарием. Затем она переехала на виллу в Сан-Мартино-ин-Виньяле под Луккой. Здесь Мария Тереза Савойская вела весьма замкнутый образ жизни, принимала только духовника, которому в 1855 году передала свои мемуары. В 1857 году в монастыре доминиканцев в Лукке была на тайной аудиенции у римского папы блаженного Пия IX, посетившего город. В последние годы жизни страдала прогрессирующим атеросклерозом сосудов головного мозга.
Мария Тереза Савойская умерла 16 июля 1879 года на вилле в Сан-Мартино-ин-Виньяле. После панихиды в соборе Святого Мартина (по другой версии в церкви Святого Романа) в Лукке, согласно завещанию, её похоронили в одеянии светского члена Ордена покаяния святого Доминика в капелле доминиканцев на кладбище Верано в Риме.

## Брак, титулы, потомство
В Турине 15 августа 1820 года по доверенности был заключён брак между Марией Терезой Савойской, принцессой Сардинии и Карлом Людовиком Бурбон-Пармским (22.12.1799 — 16.4.1883), инфантом Испании, герцогом Лукки под именем Карла I, бывшим королём Этрурии под именем Людовика II и будущим герцогом Пармы и Пьяченцы под именем Карла II, сыном Людовика I, короля Этрурии и Марии Луизы Испанской, инфанты Испании и герцогини Лукки. Свадебные торжества длились до 5 сентября 1820 года. В этом браке родились двое детей:
- принцесса Луиза Франциска Бурбон-Пармская (29.10.1821 — 8.9.1823), инфанта Испании, умерла в младенческом возрасте;
- принц Карл Фердинанд Бурбон-Пармский (14.1.1823 — 27.3.1854), инфант Испании, герцог Пармы и Пьяченцы под именем Карла III, женился на принцессе Луизе Марии Французской (21.9.1819 — 1.2.1864)[12].

Титул Марии Терезы после замужества: инфанта Испании, герцогиня Лукки (13 марта 1824 — 18 декабря 1847), герцогиня Пармы и Пьяченцы (18 декабря 1847 — 17 мая 1849), графиня Виллафранка (17 мая 1849 — 16 июля 1879). Некоторыми якобитами рассматривается как королева Шотландии под именем Марии II и королева Англии, Ирландии и Франции под именем Марии III, так, как её старшая сестра Мария Беатриче Савойская вступила в брак с дядей по линии матери Франциском IV, герцогом Модены и Реджо. Однако брак старшей сестры был разрешён Святым Престолом, поэтому большая часть якобитов не признаёт эти претензии.